# Esclavitud en Somalia

Las rutas comerciales de los esclavos en el África medieval

La esclavitud en Somalia existía como parte del comercio de esclavos de África Oriental. Para satisfacer la demanda de mano de obra servil, los esclavos bantúes del sudeste de África se exportaron desde Zanzíbar y se vendieron en cantidades acumulativamente grandes a lo largo de los siglos a clientes en Somalia y otras áreas del noreste de África y Asia. Las personas capturadas localmente durante las guerras y las incursiones también fueron a veces esclavizadas por somalíes, en su mayoría de origen oromo y nilótico. Sin embargo, la percepción, captura, tratamiento y deberes de ambos grupos de esclavos diferían notablemente.

## Historia

### Origen

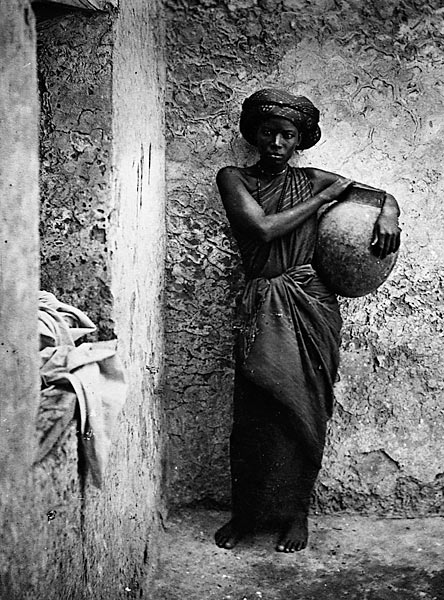
Una esclava bantú en Mogadiscio (1882-1883)

Hace años entre 2500-3000, hablantes del grupo lingüístico original protobantú iniciaron una serie milenios de duración de las migraciones hacia el este de su patria original, en general, la zona general de Nigeria y Camerún en África Occidental. Esta expansión bantú introdujo por primera vez a los pueblos bantúes en el centro, sur y sudeste de África, regiones de las que anteriormente habían estado ausentes.
Los bantúes que habitan en Somalia descienden de grupos bantúes que se establecieron en el sudeste de África después de la expansión inicial de Nigeria y Camerún, y cuyos miembros fueron luego capturados y vendidos para el comercio de esclavos del este de África.
Los bantúes son étnica, física y culturalmente distintos de los somalíes, y han permanecido marginados desde su llegada a Somalia.
En total, se cree que el número de habitantes bantúes en Somalia antes de la guerra civil era de unos 80 mil (estimación de 1970), y la mayoría se concentra entre los ríos Juba y Shabelle en el sur. Sin embargo, estimaciones recientes sitúan la cifra en 900 mil personas.

### Comercio de esclavos en África Oriental
El comercio transíndico de esclavos fue multidireccional y cambió con el tiempo. Para satisfacer la demanda de mano de obra servil, los esclavos bantúes capturados por comerciantes de esclavos somalíes del sureste de África se vendieron en cantidades acumulativamente grandes a lo largo de los siglos a clientes en Egipto, Arabia, el Golfo Pérsico, India, el Lejano Oriente, las islas del Océano Índico, Etiopía y Somalia.
De 1800 a 1890, se cree que entre 25.000 y 50.000 esclavos bantúes se vendieron solo en el mercado de esclavos de Zanzíbar a la costa somalí. La mayoría de los esclavos eran de los grupos étnicos Majindo, Makua, Nyasa, Yao, Zalama, Zaramo y Zigua deTanzania, Mozambique y Malaui . En conjunto, estos grupos bantúes se conocen como Mushunguli, que es un término tomado de Mzigula, la palabra de la tribu Zigua para "pueblo" (la palabra tiene múltiples significados implícitos que incluyen "trabajador", "extranjero" y "esclavo").

### Siglos XVI al XX
Los esclavos adultos y niños bantúes (denominados colectivamente jareer por sus amos somalíes) fueron comprados en el mercado de esclavos exclusivamente para realizar trabajos indeseables en los terrenos de las plantaciones. Fueron obligados a trabajar en plantaciones propiedad de somalíes a lo largo de los ríos Shebelle y Juba del sur del país, recolectando lucrativos cultivos comerciales como cereales y algodón. Los esclavos bantúes trabajaban bajo el control y por separado de sus patrones somalíes.
En términos de consideraciones legales, los esclavos bantúes fueron devaluados. Las costumbres sociales somalíes desaconsejaban, censuraban y despreciaban enérgicamente cualquier tipo de contacto sexual con esclavos bantúes. La libertad de estos esclavos de las plantaciones también se adquiría a menudo mediante la fuga.
Como parte de una práctica más amplia entonces común entre los dueños de esclavos en el noreste de África, algunos amos somalíes en el interior cerca de Mogadiscio supuestamente solían circuncidar a sus esclavas para aumentar el valor percibido de estas últimas en el mercado de esclavos. En 1609, el misionero portugués João dos Santos informó que uno de esos grupos tenía la «costumbre de coser a sus hembras, especialmente sus esclavas siendo jóvenes para que no pudieran concebir, lo que hace que estas esclavas se vendan más caras, tanto por su castidad como por mejor confianza que sus amos ponían en ellas».
En la década de 1940, los primeros esclavos fugitivos del valle de Shebelle comenzaron a asentarse en el valle de Juba.
La administración colonial italiana abolió la esclavitud en Somalia a principios del siglo XX. Algunos grupos bantúes, sin embargo, permanecieron bien esclavizados hasta la década de 1930 y continuaron siendo despreciados y discriminados por gran parte de la sociedad somalí.
Los bantúes también fueron reclutados para realizar trabajos forzados en las plantaciones de propiedad italiana, ya que los propios somalíes eran reacios a lo que consideraban trabajo de baja categoría, y porque los italianos veían a los somalíes como racialmente superiores a los bantúes.

### Esclavos nilóticos
A finales del siglo XIX, los somalíes también capturaron a otros pueblos jareers de las regiones costeras de Kenia para trabajar para ellos como esclavos y clientes. Conocido como los kore, estos nilóticos hablantes de la lengua nilo-sahariana masái fueron posteriormente emancipados por las tropas coloniales británicas. Posteriormente se reasentaron en la costa de Lamu como pescadores y cultivadores. Como muchos bantúes, los kore, según los informes, ahora hablan el idioma afroasiático somalí debido a su tiempo en servidumbre.

## Otros esclavos
Además de los esclavos de las plantaciones bantúes, los somalíes a veces esclavizaban a pueblos de origen pastoral oromo que fueron capturados durante las guerras y las incursiones en los asentamientos oromo. Sin embargo, hubo marcadas diferencias en términos de percepción, captura, tratamiento y deberes de los esclavos pastores oromo versus los esclavos de las plantaciones bantúes.
A nivel individual, los captores somalíes no consideraban a los sujetos oromo como de raza jareer. Los cautivos oromo también consistían en su mayoría en niños pequeños y mujeres, los cuales fueron llevados a las familias de sus secuestradores; los hombres solían morir durante las redadas. Los niños y niñas oromo fueron adoptados por sus patrocinadores somalíes como sus propios hijos. Muchas mujeres oromo, apreciadas por su belleza y consideradas como parejas sexuales legítimas, se convirtieron en esposas o concubinas de sus captores somalíes, mientras que otras se convirtieron en sirvientas domésticas. En algunos casos, clanes oromo enteros fueron asimilados en base al cliente en el sistema de clanes somalí.
Ni a los niños ni a las mujeres oromo capturados se les exigió que trabajaran en las plantaciones, y por lo general trabajaban codo con codo con los pastores somalíes. Después de que una concubina oromo dio a luz al hijo de su patrón somalí, ella y el niño fueron emancipados y la concubina oromo adquirió el mismo estatus que las otras esposas somalíes de su secuestrador. Según el pionero de los estudios somalíes Enrico Cerulli, en términos de pagos de diyya (dinero de sangre) en el derecho consuetudinario somalí (Xeer), la vida de un esclavo oromo también tenía el mismo valor que la de un somalí común.
La libertad de los esclavos oromo se obtenía a través de la manumisión y normalmente se acompañaba de regalos como una esposa y ganado. Durante la abolición, los antiguos esclavos oromo, que por lo general mantenían relaciones íntimas con los pastores somalíes, también se salvaron del duro trato reservado a los esclavos de las plantaciones bantú y nilótica.